# Münzstätte Södel
Die Münzstätte Södel wurde 1610/11 durch den Grafen Ernst II. von Solms-Lich errichtet. Ernst II. war Kreisobrist des Oberrheinischen Reichskreises. 

## Geschichte
Konfessionelle Differenzen hatten unter den Söhnen des Grafen Ernst I. von Solms-Lich, Philipp, Hermann Adolf und Ernst II. u. a. auch zur Aufgabe der gemeinsamen Münztätigkeit geführt. Philipp errichtete in Hohensolms eine Münze, Hermann Adolf in Nieder-Weisel und Ernst II. in Södel. Die Münze in Lich stand leer. Neben den Kippermünzstätten der Grafen von Solms-Lich gab es eine weitere in der Residenz der Grafen zu Solms-Laubach. Schließlich besaßen in der Wetterau noch die Grafen zu Stolberg-Gedern Kippermünzstätten in Ranstadt, Ortenberg und Gedern. Eine weitere dieser Münzstätten befand sich in der Reichsburg Friedberg. Diese Münzstätten gehören in die Kipper- und Wipperzeit. Der ehemalige Södeler Münzgeselle (Gehilfe des Münzmeisters) Simon Döbbeke wurde am 17. Mai 1622 mit zwei weiteren Gesellen in Aschaffenburg wegen „Kipper- und Wipperschwindel“ festgenommen. Döbbeke stammte aus Goslar und hatte in „Siedel,“ Göttingen und Minden gearbeitet.
In Södel entstand in der Burg eine moderne Münzprägeanstalt, welche sich statt der Hammerprägung eines Münzwalzwerkes bediente. Diese Form der Prägung nennt man Walzenprägung. Als Antrieb diente ein Radgänger, der einen Stundenlohn von drei Kreuzern erhielt. Bereits Reinhard zu Solms hatte diese neue Technik eingeführt.
Eng kooperierte die Münzstätte mit den Münzmeistern in der Burg Friedberg, in Hanau und in Ranstadt.
Der General-Kreiswardein führte im August 1613 eine Überprüfung der Södeler Münze durch und stellte fest, „Graff Ernsten zu Sollms in dem Dorf Siedel gebregte Dreikreuzer gehen 144 und 145 uff die Mark.“
Auf Münz-Probationstagen gab es Klagen über die Södeler Münze. Diese betrafen Qualität und Menge der Münzen, besonders der Kleinmünzen, weil diese den größten Gewinn versprachen. 1615 verbot die Gräfin von Hanau-Münzenberg Solms-Licher Dreikreuzer-Münzen in ihrem Herrschaftsbereich.
Nach dem Tode des Grafen Ernst II. 1619 bestimmten seine Söhne Otto Sebastian und Ludwig Christoph Christoph Rees aus Frankfurt am Main zum Münzmeister in Södel. Da die jungen Grafen noch nicht volljährig waren, blieben vorläufig die „die vorhandenen Stempel mit dem Namen des Ernst II.“ in Gebrauch. Später wurde die Umschrift: „ILLUSTR(issimi) TUT(ores) COM(itum) SOLMS LICH“ (Übersetzung: Die sehr ausgezeichneten Vormünder der Grafen von Solms-Lich) geprägt.
Die Beschaffung des benötigten Silbers erfolgte durch eine Gruppe von jüdischen Händler, nämlich Süßmann aus Södel, Scholem von Münzenberg, Abraham von Wanebach und die Brüder Seligmann und Ruffmann Blaut Frankfurt am Main. Den Auftrag erhielten sie am 26. März 1621 durch den Vormund der jungen Grafen, Graf Joachim Friedrich von Mansfeld.
Als 1622 der Dreißigjährige Krieg auch auf die Wetterau übergriff, ließ man die Södeler Münze am 22. März schließen und alles Wertvolle musste nach Lich geschafft werden. Angeblich ließ man das ungeprägte Silber liegen, da es noch den jüdischen Händlern gehörte, bis es geprägt war. Da nun die Juden kein Silber mehr liefern konnten, wurde der Vertrag mit ihnen aufgelöst. „Als der Juden Contract ufgehört, ist das Münzwerk schlecht hergangen, etliche Zeit still gelegen.“ In der Bevölkerung löste der Wegzug der Münzstätte Panik aus und alle flüchteten aus dem Dorf.
Dem Rat Johann Georg Purgold wurden 1618 Kanzlei und Münzwesen der Grafschaft übertragen, ausgenommen die Licher Münze, welche dem Münzmeister Jakob Textor unterstand. Die unmündigen Söhne des Grafen Ernst II. klagten 1621 vor dem Reichskammergericht in Speyer gegen Purgold, dieser habe das Münzwerk zerstören lassen, alles gemünzte und ungemünzte Silber nach Lich gebracht und den Münzmeister inhaftiert. 1625 wurde der Schaden, den Purgold angerichtet hatte, mit 3.400 Reichstalern angegeben.

### Münzmeister
Die Münzmeister wurden von dem Grafen bezahlt und mussten über die Silberabfälle sehr genau Buch führen.
- Der erste Münzmeister in Södel war Georg Kupper. Er war der Stiefsohn des Münzmeisters Peter Arenberg von Lich. Vor seinem Wechsel nach Södel war Kupper Münzmeister in Ranstadt gewesen. Zu seinem Gehalt von 300 Fl. jährlich wurde ihm eine freie Wohnung und ein Pferd für Reisen gestellt.
- Am Michaelistag (29. September) 1612 erhielt der Münzmeister Hans Schmidt von Bielefeld seine Bestallung. Schmidt besaß ein sogenanntes redendes Münzmeisterzeichen: einen Hammer, gekreuzt mit einem Zaineisen. Der Münzmeister erhielt wie sein Vorgänger 300 Fl. Jahreslohn. Schmidt selbst musste 4.000 Fl. als Sicherheit stellen. In seiner Münzwerkstatt arbeiteten fünf Münzgesellen und zwei Jungen. Münzwardein war Michael Loth von Gießen, der Södel und Ranstadt kontrollierte. Schmidt prägte 1615 in Södel einen Goldgulden, von dem nur zwei Exemplare bekannt sind.
- Christoph Rees war Goldschmied und wurde am 13. November 1620 als Münzmeister bestallt. Er stammte ursprünglich aus Roßwein. Im Wappen führte er einen Hirsch, sein Münzprägezeichen war jedoch eine fünfblättrige Rosette. Als Münzmeister und Silberkäufer betrug sein Jahreseinkommen 500 Fl., die 1621 in 10 Fl. wöchentlich umgewandelt wurden.[11]
- Hartmann Diel war der letzte Södeler Münzmeister. Seit 1616 ist er im Dorf nachweisbar. Sein Amt übte er bis zum 20. März in Södel aus und münzte dann in Lich. Münzverwalter war Conrad Ebert, der auch schon zeitweise das Amt bei Hans Schmidt ausübte. 1622 wurde er Münzmeister in der Burg Friedberg.

## Münzen
Auf den Münzen des Grafen Ernst II. wurden bis 1617 seine Wappenbilder von Münzenberg, Solms, Sonnewald und Wildenfels geprägt, später sein Wahlspruch: „SOLI DEO GLORIA“ oder des Abkürzung SDG.
Die Haussammlung der Fürsten zu Solms-Hohensolms-Lich wurde am 19. Juni 2012 in Osnabrück in einer Auktion versteigert. Auf dieser Auktion wurden folgende Münzen der Münzstätte Södel angeboten:
- Kippen von Stempeln der 3 Kreuzer, geprägt 1611, 1616, 1617, 1623
- Kippen von Stempeln des 12 Kreuzers, 1611.
- Goldgulden 1617 mit Münzmeisterzeichen von Hans Schmidt.